# Украинские стандарты бухгалтерского учёта
Украинские положения (стандарты) бухгалтерского учёта (УП(С)БУ) (укр. Положення (стандарти) бухгалтерського обліку (П(С)БО)) — нормативно-правовой акт, утверждённый Министерством финансов Украины, определяющий принципы и методы ведения бухгалтерского учёта и составления финансовой отчётности на Украине.
Украинские стандарты не противоречат международным стандартам и, по сути, являются их частным случаем, приспособленным под национальные особенности ведения бизнеса на Украине. Эти стандарты предназначены для определения порядка учёта операций всех юридических лиц, зарегистрированных на Украине, независимо от их организационно-правовых форм и форм владения, а также представительств иностранных компаний, которые должны вести учёт по национальным стандартам. Национальные стандарты бухгалтерского учёта действуют на Украине с 1 января 2000 года.

## Законодательная база
Основной нормативный документ, регулирующий порядок ведения бухгалтерского учёта на Украине, — закон «О бухгалтерском учёте и финансовой отчётности на Украине» № 996-XIV, который был принят 16 июля 1999 года. Согласно данному законодательному акту, переход на новые национальные стандарты бухучёта и отчётности начался с 1 января 2000 года.
Разработкой стандартов бухгалтерского учёта на Украине занимается Методологический совет по бухгалтерскому учёту, который является совещательным органом при Министерстве финансов Украины. Методологический совет действует на основании «Положения о Методологическом совете по бухгалтерскому учёту». Роль Методологического совета заключается в:
- организации разработки и рассмотрения проектов национальных стандартов бухгалтерского учёта, других нормативно-правовых актов по ведению бухгалтерского учёта и составлению финансовой отчётности;
- совершенствовании методов бухгалтерского учёта на Украине[4].

Разработанные стандарты утверждаются Министерством финансов, а стандарты, касающиеся учёта в банках, утверждаются Национальным банком Украины. Фактически Методологический совет согласно закону «О бухгалтерском учёте и финансовой отчётности на Украине» выполняет функции исполнительного органа, а Министерство в лице управления методологии бухгалтерского учёта — совещательного.
В законе точно не определено, кто должен разрабатывать П(С)БУ. В этом же законе указано, что Министерство финансов утверждает стандарты, а Методологический совет организует разработку и рассмотрение. Эксперты считают, что фактически на Украине отсутствует ответственный орган, который отвечает за реформирования бухгалтерского учёта и его методологическое обеспечение.
Основными документами в системе регламентации учёта на Украине также являются план счетов и инструкция о его применении. Методологическим советом по бухгалтерскому учёту при Министерстве финансов были утверждены:
- План счетов бухгалтерского учёта активов, капитала, обязательств и хозяйственных операций предприятий и организаций[7];
- Инструкция о применении Плана счетов бухгалтерского учёта активов, капитала, обязательств и хозяйственных операций предприятий и организаций[8];
- План счетов бухгалтерского учёта бюджетных учреждений[9];
- Порядок применения Плана счетов бухгалтерского учёта бюджетных учреждений[9];
- Положение о порядке ведения учёта отдельных активов и операций предприятий государственного, коммунального секторов экономики и прочих организаций, которые владеют и/или используют объекты государственного или коммунального имущества[10];
- План счетов бухгалтерского учёта банков Украины[11];
- План счетов бухгалтерского учёта активов, капитала, обязательств и хозяйственных операций субъектов малого предпринимательства[5][12].

## История создания стандартов бухгалтерского учёта на Украине
С 1920-х годов и вплоть до распада СССР система бухгалтерского учёта на территории Украины развивалась в рамках единой целостной системы учёта всех союзных республик.
Историю бухгалтерского учёта на Украине в советское время можно условно разбить на такие периоды:
| Период    | Характеристика этапа |
| --------- | --- |
| 1917—1932 | Переходный период от капитализма к социализму, когда создавались новые формы ведения учёта, которые удовлетворяли бы требованиям социалистической экономики и планового хозяйства. Период закончился созданием специального общесоюзного государственного органа – Центрального управления народнохозяйственного учёта. |
| 1932—1945 | Развитие методологии и организации учёта, нацеленных на контроль над исполнением планов, сохранение социалистического имущества и калькуляцию себестоимости продукции. |
| 1945—1965 | Усовершенствование единой системы бухгалтерского учёта: обновление нормативных актов, введение нового плана счетов, форм учёта, регламентация содержания первичной документации. |
| 1965—1991 | Проведение экономических реформ, направленных на расширение полномочий предприятий, изменение методик планирования, усовершенствование плана счетов, методик калькуляции себестоимости, создание автоматизированных систем учёта. В этот период было подготовлено значительное количество специалистов в сфере бухгалтерского учёта, кандидатов и докторов экономических наук, которые специализируются на бухгалтерском учёте. |

Система бухгалтерского учёта на Украине, действовавшая с 1991 года по 1996 год, сформировалась в рамках СССР со всеми вытекающими последствиями централизованного управления. Методология ведения бухгалтерского учёта была разработана Министерством финансов СССР и предполагала жёсткую регламентацию бухгалтерского учёта и порядка совершения всех процедур. Вся информация, которую давал бухгалтерский учёт, предназначалась скорее не для её конкретных пользователей, а для министерств и ведомств, которые занимались управлением той или иной сферы экономики, и для расчёта налоговых платежей.

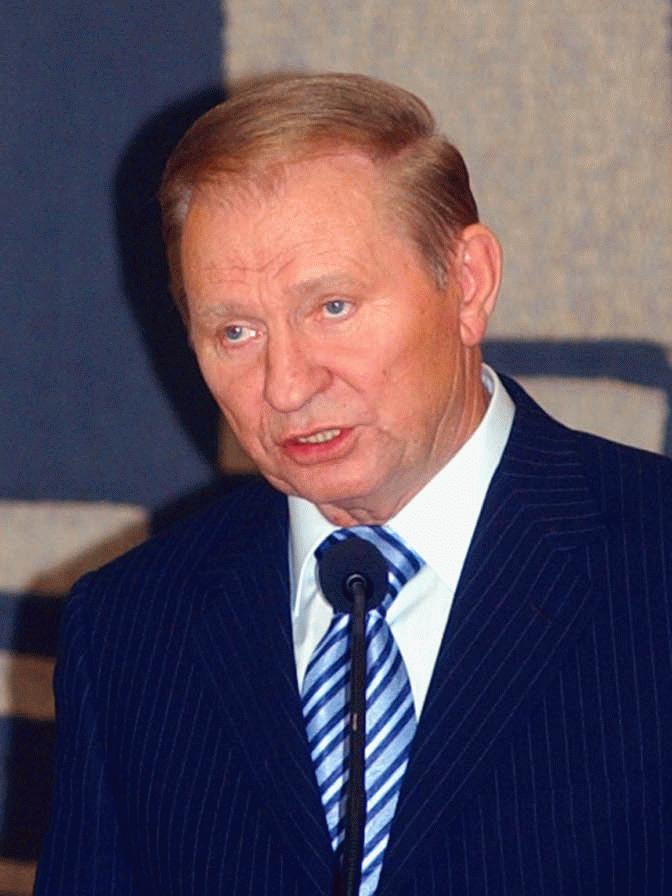
16 июля 1999 года президент Украины Леонид Кучма подписал закон «О бухгалтерском учёте и финансовой отчётности на Украине»

Со Дня независимости Украины в стране в разных аспектах рассматривалась проблема кардинального усовершенствования бухгалтерского учёта. Первый президент Украины Леонид Кравчук в 1992 году издал указ «О переходе Украины к общепринятой международной практике системы учёта и статистики».
На основании этого указа Кабинет министров Украины постановлением № 326 от 4 мая 1993 года утвердил «Концепцию создания системы национальной статистики Украины» и «Государственную программу перехода к международным стандартам учёта и статистики», но эта программа так и не была выполнена.
В 1995 году Верховная рада Украины рассматривала проект закона «О бухгалтерском учёте», но после недолгого обсуждения законопроект был отправлен на доработку. После 1995 года законопроект постепенно дописывался и улучшался, и только 16 июля 1999 года президент Украины Леонид Кучма подписал закон «О бухгалтерском учёте и финансовой отчётности на Украине». Закон тогда состоял из 5 разделов и 15 статей, в них были сформулированы основные принципы бухгалтерского учёта на Украине. День принятия этого законодательного акта стал на Украине официальным профессиональным праздником — Днём бухгалтера.
31 марта 1999 года приказом министра финансов Украины были введены первые 5 стандартов бухгалтерского учёта:
- П(С)БУ 1 «Общие требования к финансовой отчетности»
- П(С)БУ 2 «Баланс»
- П(С)БУ 3 «Отчет о финансовых результатах»
- П(С)БУ 4 «Отчет о движении денежных средств»
- П(С)БУ 5 «Отчет о собственном капитале».

Позже постепенно принимались новые стандарты и совершенствовались старые. Одной из наиболее характерных тенденций развития бухгалтерского учёта на Украине является активное продвижение идей, заложенных в международных стандартах бухгалтерского учёта и отчётности. Сейчас происходит постепенный процесс гармонизации национальных стандартов с международными, что является одной из первостепенных задач, которые стоят на пути развития бухгалтерского учёта на Украине.

### Адаптация к МСФО
На сегодняшний день приняты все национальные стандарты бухгалтерского учёта, предусмотренные графиком, утвержденным приказом Министерства финансов Украины от 01.12.1998 года № 248, но формирование нормативной базы не завершено, перечень национальных стандартов продолжает пополняться и изменяться.
В настоящее время на Украине происходит процесс перехода ведения учёта по национальным стандартам на учёт по международным стандартам. Процесс адаптации проходит в соответствии с распоряжением Кабинета министров Украины от 24 октября 2007 года № 911-р «Стратегия применения Международных стандартов финансовой отчетности на Украине».
С 2010 года банки, страховые компании, финансовые учреждения и другие компании Украины, ценные бумаги которых находятся в листинге на фондовом рынке, обязаны предоставлять финансовую отчетность и консолидированную финансовую отчетность согласно Международным стандартам финансовой отчетности. Также предприятия могут сами по собственному решению составлять отчётность по МСФО.
По словам заместителя председателя методологического совета по бухгалтерскому учёту при Минфине Украины Валерия Пархоменко, на сегодняшний день пройдены начальные этапы создания национальной системы бухгалтерского учёта, и работа по его усовершенствованию продолжается.

## Основные концептуальные различия между МСФО и ПСБУ
Международные стандарты не предусматривают конкретного формата отчётности (с набором показателей и последовательностью их размещения) и плана счетов. Требования ПСБУ в максимально возможной форме совпадают с требованиями МСФО.
В целом само содержание международных стандартов схоже с украинскими стандартами, но существует ряд различий, например в МСФО есть такие стандарты, которых нет в украинских:
- IAS 10 — События после отчётной даты;
- IAS 20 — Учёт государственных субсидий и раскрытие информации о государственной помощи;
- IAS 23 — Затраты по займам;
- IFRS 4 — Договоры страхования;
- IFRS 7 — Финансовые инструменты раскрытие[24].

В свою очередь в украинских стандартах есть ПСБУ 25 «Финансовый отчет субъекта малого предпринимательства», которого нет в международных (в МСФО функционирование малых предприятий регламентируется обычными стандартами). 
Учётная политика предприятия, исходя из МСФО, не должна изменяться, если на это не будет веских причин. Исходя из украинских стандартов учётная политика должна меняться в соответствии с изменениями законодательства. В финансовую отчётность, созданную по МСФО, должны включатся только те учётные единицы, которые могут существенно влиять на принятие управленческих решений, а в украинских стандартах есть положения, которые регламентируют формы и правила заполнения финансовой отчётности.
Существует ещё некоторое количество незначительных различий на разных участках учёта. Например, во многих странах, в том числе и на Украине, не предусмотрен метод списания запасов LIFO, в то время как международные стандарты допускают его использование. В ПСБУ чётко прописаны все виды биологических активов и то, на каких счетах они должны учитываться (включая разделение на долгосрочные и краткосрочные активы), чего нет в международных стандартах.

### Признание доходов и затрат
Украинское законодательство регламентирует, что тогда, когда доходы или затраты могут быть достоверно определены, то они будут отображены в отчёте о финансовых результатах в момент прихода или выбытия актива, погашения или увеличения обязательств, которые приводят к увеличению или уменьшению капитала.
В соответствии с МСФО доходы должны признаваться в том периоде, когда удовлетворяются все нижеперечисленные условия:
1. продавец перевёл на покупателя значительные риски, связанные с владением товара;
2. продавец больше не участвует в управлении товаром в той степени, которая обычно ассоциируется с правом владения;
3. сумма выручки может быть надёжно измерена, и сама такая выручка является вероятной[33][34].

Расходы, в свою очередь, должны признаваться в периоде, в котором они будут понесены и возможны будущие экономические выгоды от таких расходов. Из-за разности подходов к признанию доходов и затрат возникает необходимость в проведении корректирующих проводок для трансформации отчетности, которая ведётся по национальным стандартам, в международные.

### Основные средства
Учёт основных средств по национальным стандартам не сильно отличается от международных, но всё-таки существует ряд отличий:
- отсутствие в МСФО ограничений к признанию долгосрочных активов основными средствами, в зависимости от того, насколько материален тот или иной актив для каждого конкретного предприятия;
- в международных стандартах нет конкретной разбивки основных средств на группы, так как это сделано в украинских стандартах (9 категорий — это основные средства, 7 — другие необоротные активы)[8][37];
- в международной практике отсутствует понятие «другие необоротные активы». Такие активы обычно не капитализируют, списывая их на затраты текущих периодов[2][36][38].

## Перечень действующих стандартов
| Название стандарта                                                                    | Оригинальное название стандарта и ссылка на его текст                          | Дата принятия стандарта и номер приказа | Общие сведения |
| ------------------------------------------------------------------------------------- | ------------------------------------------------------------------------------ | --------------------------------------- | --- |
| НП(С)БУ 1 «Общие требования к финансовой отчетности»                                  | НП(С)БО 1 «Загальні вимоги до фінансової звітності»                            | 07.02.2013 № 73                         | Определяются цель, состав и принципы подготовки финансовой отчетности и требования к признанию и раскрытию её элементов. |
| П(С)БУ 6 «Исправление ошибок и изменения в финансовых отчетах»                        | П(С)БО 6 «Виправлення помилок і зміни у фінансових звітах»                     | 28.05.1999, № 137                       | Определяется порядок исправления ошибок, внесения и раскрытия других изменений в финансовой отчетности. |
| П(С)БУ 7 «Основные средства»                                                          | П(С)БО 7 «Основні засоби»                                                      | 27.04.2000, № 92                        | Определяет методологические основы формирования в бухгалтерском учёте информации об основных средствах, других необоротных материальных активах и незавершенных капитальных инвестициях в необоротные материальные активы, а также раскрытия информации о них в финансовой отчетности.                |
| П(С)БУ 8 «Нематериальные активы»                                                      | П(С)БО 8 «Нематеріальні активи»                                                | 18.10.1999, № 242                       | Определяет методологические принципы формирования в бухгалтерском учёте информации о нематериальных активах и незавершенных капитальных инвестициях в нематериальные активы и раскрытия информации о них в финансовой отчетности.                                                                     |
| П(С)БУ 9 «Запасы»                                                                     | П(С)БО 9 «Запаси»                                                              | 20.10.1999, № 246                       | Определяет методологические основы формирования в бухгалтерском учёте информации о запасах и раскрытия её в финансовой отчетности. |
| П(С)БУ 10 «Дебиторская задолженность»                                                 | П(С)БО 10 «Дебіторська заборгованість»                                         | 08.10.1999, № 237                       | Определяет методологические основы формирования в бухгалтерском учёте информации о дебиторской задолженности и её раскрытии в финансовой отчетности. |
| П(С)БУ 11 «Обязательства»                                                             | П(С)БО 11 «Зобов'язання»                                                       | 31.01.2000, № 20                        | Определяет методологические основы формирования в бухгалтерском учёте информации об обязательствах и её раскрытия в финансовой отчетности. |
| П(С)БУ 12 «Финансовые инвестиции»                                                     | П(С)БО 12 «Фінансові інвестиції»                                               | 26.04.2000, № 91                        | Определяет методологические принципы формирования в бухгалтерском учёте информации о финансовых инвестициях, операциях по совместной деятельности и её раскрытия в финансовой отчетности. |
| П(С)БУ 13 «Финансовые инструменты»                                                    | П(С)БО 13 «Фінансові інструменти»                                              | 30.11.2001, № 559                       | Определяет методологические принципы формирования в бухгалтерском учёте информации о финансовых инструментах и её раскрытия в финансовой отчетности. |
| П(С)БУ 14 «Аренда»                                                                    | П(С)БО 14 «Оренда»                                                             | 28.07.2000, № 18                        | Определяет методологические принципы формирования в бухгалтерском учёте информации о аренде и её раскрытия в финансовой отчетности. |
| П(С)БУ 15 «Доход»                                                                     | П(С)БО 15 «Дохід»                                                              | 29.11.99, № 290                         | Определяет методологические принципы формирования в бухгалтерском учёте информации о доходах и её раскрытия в финансовой отчетности. |
| П(С)БУ 16 «Расходы»                                                                   | П(С)БО 16 «Витрати»                                                            | 31.12.99, № 318                         | Определяет методологические принципы формирования в бухгалтерском учёте информации о расходах и её раскрытия в финансовой отчетности. |
| П(С)БУ 17 «Налог на прибыль»                                                          | П(С)БО 17 «Податок на прибуток»                                                | 28.12.2000, № 353                       | Определяет методологические принципы формирования в бухгалтерском учёте информации о расходах, доходах, активов и обязательств по налогу на прибыль и её раскрытия в финансовой отчетности. |
| П(С)БУ 18 «Строительные контракты»                                                    | П(С)БО 18 «Будівельні контракти»                                               | 28.04.2001, № 205                       | Определяет методологические принципы формирования подрядчиками в бухгалтерском учёте информации о доходах и расходах, связанных с выполнением строительных контрактов, и её раскрытия в финансовой отчетности.                                                                                        |
| П(С)БУ 19 «Объединение предприятий»                                                   | П(С)БО 19 «Об'єднання підприємств»                                             | 07.07.99, № 163                         | Определяет порядок отражения в учёте и отчетности приобретения других предприятий и/или объединения видов их деятельности, гудвилла, возникшего при приобретении, а также раскрытия информации об объединении предприятий и/или видов их деятельности.                                                |
| П(С)БУ 20 «Консолидированная финансовая отчётность»                                   | П(С)БО 20 «Консолідована фінансова звітність»                                  | 30.07.99, № 176                         | Определяет порядок составления консолидированной финансовой отчетности и общие требования к раскрытию информации по составлению консолидированной финансовой отчетности. |
| П(С)БУ 21 «Влияния изменений валютных курсов»                                         | П(С)БО 21 «Вплив змін валютних курсів»                                         | 10.08.2000, № 193                       | Определяет методологические принципы формирования в бухгалтерском учёте информации об операциях в иностранных валютах и отражения показателей статей финансовой отчетности хозяйственных единиц за пределами Украины в денежной единице Украины.                                                      |
| П(С)БУ 22 «Влияние инфляции»                                                          | П(С)БО 22 «Вплив інфляції»                                                     | 29.02.2002, № 147                       | Определяет порядок корректировки обнародуемой финансовой отчетности на влияние инфляции и общие требования к раскрытию информации о ней в примечаниях к финансовой отчетности. |
| П(С)БУ 23 «Раскрытие информации о связанных сторонах»                                 | П(С)БО 23 «Розкриття інформації щодо пов'язаних сторін»                        | 18.06.2001, № 303                       | Определяет методологические принципы формирования информации об операциях связанных сторон и её раскрытия в финансовой отчетности. |
| П(С)БУ 24 «Прибыль на акцию»                                                          | П(С)БО 24 «Прибуток на акцію»                                                  | 16.07.2001, № 344                       | Определяет методологические принципы формирования в бухгалтерском учёте информации о чистой прибыли на одну простую акцию и её раскрытия в финансовой отчетности. |
| П(С)БУ 25 «Финансовый отчет субъекта малого предпринимательства»                      | П(С)БО 25 «Фінансовий звіт суб'єкта малого підприємництва»                     | 25.02.2000, № 39                        | Устанавливает содержание и форму Финансового отчета субъекта малого предпринимательства в составе Баланса (форма № 1-м) и Отчета о финансовых результатах (форма 2-м) и порядок заполнения его статей.                                                                                                |
| П(С)БУ 26 «Выплаты работникам»                                                        | П(С)БО 26 «Виплати працівникам»                                                | 28.10.2003, № 601                       | Определяет методологические принципы формирования в бухгалтерском учёте информации о выплатах (в денежной и не денежной формах) за выполненные сотрудниками работы и её раскрытия в финансовой отчетности.                                                                                            |
| П(С)БУ 27 «Необоротные активы, удерживаемые для продажи, и прекращенная деятельность» | П(С)БО 27 «Необоротні активи, утримувані для продажу, та припинена діяльність» | 07.11.2003, № 617                       | Определяет методологические принципы формирования в бухгалтерском учёте информации о необоротных активах, удерживаемых для продажи, и группе активов, которая подлежит выбытию в результате операции продажи, а также прекращенной деятельности и раскрытие такой информации в финансовой отчетности. |
| П(С)БУ 28 «Уменьшение полезности активов»                                             | П(С)БО 28 «Зменшення корисності активів»                                       | 24.01.2005, № 817                       | Определяет методологические основы формирования в бухгалтерском учёте информации об уменьшении полезности активов и её раскрытии в финансовой отчетности. |
| П(С)БУ 29 «Финансовая отчётность по сегментам»                                        | П(С)БО 29 «Фінансова звітність за сегментами»                                  | 19.05.2005, № 412                       | Определяет методологические принципы формирования информации о доходах, расходах, финансовых результатах, активах и обязательствах отчетных сегментов и её раскрытии в финансовой отчетности. |
| П(С)БУ 30 «Биологические активы»                                                      | П(С)БО 30 «Біологічні активи»                                                  | 18.11.2005, № 790                       | Определяет методологические принципы формирования в бухгалтерском учёте информации о биологических активах и о полученных в процессе их биологических преобразований дополнительных биологических активов и сельскохозяйственной продукции и раскрытия информации о них в финансовой отчетности.      |
| П(С)БУ 31 «Финансовые затраты»                                                        | П(С)БО 31 «Фінансові витрати»                                                  | 28.04.2006, № 415                       | Определяет методологические принципы формирования в бухгалтерском учёте информации о финансовых расходах и её раскрытия в финансовой отчетности. |
| П(С)БУ 32 «Инвестиционная недвижимость»                                               | П(С)БО 32 «Інвестиційна нерухомість»                                           | 02.07.2007, № 779                       | Определяет методологические основы формирования в бухгалтерском учёте информации об инвестиционной недвижимости и её раскрытии в финансовой отчетности. |
| П(С)БУ 33 «Расходы на разведку запасов полезных ископаемых»                           | П(С)БО 33 «Витрати на розвідку запасів корисних копалин»                       | 02.07.2007, № 779                       | Определяет методологические принципы формирования в бухгалтерском учёте информации о расходах на разведку и определение объёмов и качества запасов полезных ископаемых и её раскрытия в финансовой отчетности.                                                                                        |
| П(С)БУ 34 «Платеж на основе акций»                                                    | П(С)БО 34 «Платіж на основі акцій»                                             | 30.12.2008, № 1577                      | Определяет методологические принципы формирования в бухгалтерском учёте информации об операциях, платеж по которым осуществляется на основе акций с использованием инструментов собственного капитала и/или средств (других активов), а также её раскрытия в финансовой отчетности.                   |
| Примечания к годовой финансовой отчётности                                            | Примітки до річної фінансової звітності                                        | 10.12.2002, № 302                       | Устанавливает форму примечаний к годовой финансовой отчётности. |

## Критика
Международные стандарты не предусматривают конкретного формата отчётности (с набором показателей и последовательностью их размещения) и плана счетов, как это сделано в украинских стандартах, что некоторые специалисты считают чрезмерной регламентацией учёта. С другой стороны, при наличии инструкций с правилами проведения корреспонденций не существует единых регламентирующих правил, которые указывали бы, какую именно бухгалтерскую запись (проводку) следует провести в той или иной ситуации.
Некоторые специалисты считают, что украинские стандарты бухгалтерского учёта ещё очень сильно отличаются от международных, и процесс гармонизации должен проходить активнее.
Многие специалисты считают, что недостатком нынешней системы ведения учёта на предприятиях является наличие параллельно ведущихся бухгалтерского и налогового учётов. Одним из основных недочётов законодательства, которые регламентируют бухгалтерский учёт, равно как и налоговый, является наличие экономически необоснованных разногласий касательно признания доходов и затрат, что мешает правильному и простому определению объектов налогообложения налогом на прибыль и НДС. Также существует проблема в расчёте финансового результата, что исключает возможность создания налоговой декларации о прибыли предприятия на основе бухгалтерских данных.